# 轟天号
轟天号（ごうてんごう）は、東宝の各種映像作品に登場する架空の兵器である。

## 概要
特撮映画『海底軍艦』（1963年）で初登場。同作以降も多くの作品に登場しているが、それぞれに直接のつながりはない。しかし、「人類の最後の希望」として扱われ、人類を救う最終兵器的役割を持たされる点は共通している。
戦艦と潜水艦を併せたような形状と艦首の巨大なドリルが特徴。『惑星大戦争』の轟天は宇宙船であるが、それ以外では一貫して「飛行可能な潜水艦」として扱われている。原作小説『海底軍艦』に登場する電光艇が原型であるが、ドリルのついた潜水艦という点以外は別物である。

### ゴジラシリーズへの登場
その高い人気からたびたびゴジラシリーズへの登場が検討されており、『ゴジラvsスペースゴジラ』（1994年）でMOGERAの変形形態とする案や、『ゴジラvsデストロイア』（1995年）の初期段階でGフォースの新兵器として登場する案もあった。
『ゴジラ・モスラ・キングギドラ 大怪獣総攻撃』（2001年）でも、監督の金子修介によるプロットでは防衛海軍の兵器として登場予定であったが、プロデューサーの富山省吾が全体のバランスから防衛軍とゴジラの戦いを大々的に描くことに難色を示したため、防衛軍の描写を縮小することとなった。また、脚本を担当した横谷昌宏がゴジラの口の中に入って倒すことを提案したものの、轟天号では大きすぎることからその役割は特殊潜航艇さつまとD-03削岩弾に移行された。
その後、『ゴジラ FINAL WARS』（2004年）にて、ゴジラシリーズへの登場が実現した。

## 登場作品
- 海底軍艦（映画、1963年）
- 惑星大戦争（映画、1977年）
- 新海底軍艦（OVA、1995年）
- 新海底軍艦 巨鋼のドラゴンフォース（漫画、1996 - 1997年）
- ゴジラアイランド（TV 1997年） - 仰天号として登場。
- ゴジラ FINAL WARS（映画、2004年）
- 劇場版 超星艦隊セイザーX 戦え!星の戦士たち（映画、2005年）
- GODZILLA 怪獣黙示録 / プロジェクト・メカゴジラ（小説、2017 - 2018年）

## 『海底軍艦』
第二次世界大戦時に大日本帝国海軍が設計した、陸・地底・海上・海中・空のすべてで行動できる五段変化の万能戦艦。建造される前に終戦を迎えたが、太平洋戦争末期に姿を消して資源が豊富な南方の島へ逃げ延びた旧帝国海軍技術将校神宮司八郎大佐率いる海軍の強硬派「轟天建武隊」によって捲土重来を期して20年かけて秘密裡に建造された。
神宮司らは轟天号による大日本帝国の再興を目指していたものの、地上への進出を目指すムウ帝国が同艦の存在を知って開発の停止を政府に要求し、世界中に地震攻撃を加えたうえに神宮司の娘の真琴を拉致したことから、ムウ帝国の野望を阻止して真琴を救出するために出撃することとなる。
エンジンは4基の海中・空中兼用ターボジェットで、空中では通常のジェットエンジンとして働き、水中では吸入孔（空中でのエアインテーク兼用）から取り込んだ海水を爆発によって高圧水蒸気として噴出させ、推進する。艦橋と電子砲台、回転ノコギリと翼が通常時は露出しているが、空中高速飛行時および地中掘削時には、回転ノコギリ以外が船内に収納される。
主兵装は、ドリル部分から物体を凍結させる光線を放つ冷線砲。そのほか、4基3連装（12門）の電子砲塔やマンダを艦体から離す際に使われた帯艦電撃、艦体の前方（ドリル直後部分）に艦体を前方から見て等間隔に3つの回転式カッターを持つなど、多数の武器が搭載されている。
原子力を動力に楽々と深度3,000メートルをクリアする潜航能力を持ち、最新鋭潜水艦でさえ耐えられない水圧にも耐えるムウ潜水艦を追尾し、ムウ帝国を守るマンダを沈黙させた後には特殊なヘルメットとスーツ、零下273度の光線を放つ携行兵器・冷線銃で武装した突入メンバー・挺身隊がムウ帝国心臓部へ突入し、動力装置に分割式の時限爆弾を仕掛けてこれを破壊している。さらには、地上まで追跡してきたムウ潜水艦をも撃沈し、結果として単艦でムウ帝国を壊滅させている。
- 検討用台本および準備稿では冷線砲の描写はなく、決定稿で追加された[29][17]。決定稿でも名前は決定しておらず、「XX砲」と記されていた[29]。

造形
デザイン担当は小松崎茂。小松崎は「潜水艦とロケットとでは根本的に構造が違うので、轟天号のようなものを実際には作れないのは分かっているが、映画の画面ではそれなりに観客を納得させられるようにデザインした」との旨を発言している。
造形は郡司製作所が担当。造形に際し、東宝の渡辺明が映画用にフォルムを調整して手を加え、入江義夫が製図を行った。造形物は、サイズの異なる4種類のミニチュアが作られた。先端のドリルはアルミの削りだしや木材などで作られ、電動で回転する際に衝角が前後に動く凝った仕掛けがなされている。下部には、フロンガスを噴出するギミックも内蔵されている。
メインの撮影には6尺タイプと3尺タイプが使われた。最大サイズのものは大道具がドックの制作と同時に製作した木製で、エンジンを内蔵した自走式となっており、浮上シーンや走行シーンなどで用いられた。一方、最小サイズのものは水槽での撮影に用いられた。
検討用の全長35メートルほどの金属製のミニチュアは、電子砲台の砲身がネジで、劇中では遠景の1カットのみ使用されている。
6尺サイズのミニチュアは板金製で、操演シーンで最も多用されている。垂直噴射はガスを送り込むことで表現され、移動マスクによってその際のホースがつぶされている。
3尺サイズのミニチュアは、操演を考慮して板金で製作され、遠景シーンなどで多く使用された。後に特撮監督の原口智生が欠損していたドリルを木材で復元している。
本編撮影では、艦橋の実物大セットなどが作られた。ムウ心臓部の壁を突き破るシーンでは、ドリルだけの造形物を用いている。

撮影
初登場シーンでは、一気に全体を見せず各部を細かく見せていくことにより、逆に巨大感を演出している。ドックのセットは水槽状になっており、実際に水を流し込んでいる。
浮上シーンでは、エアー式のクランクで最大サイズのミニチュアを一気に押し上げ、10倍速で撮影することにより、水との対比で轟天号の威容を描写している。
航行シーンでは、合成処理を行わず模型と水の対比を工夫し、実在感を表現している。プールでの撮影では、水に粘度を増す薬品を加えることで波を小さくしている。飛行シーンでは、艦の下部に薄い空気の層を流すことにより、高度を高く見せている。
飛行形態の撮影では、望遠レンズを用いている。

未使用設定
設定ではキャタピラを出して地上を走る陸上型の変形もあったが、劇中では描かれなかった。
劇中で3連装電子砲を使用することはなかったが、東京湾内でムウの潜航艇と対峙して砲撃を交わす合成素材用の特撮フィルムは現存している。カットされた特撮フィルムは、VHS『特撮未使用フィルム大全集』（1986年発売）、または『ゴジラ DVDコレクションII』（2008年発売）に収録された特典映像で確認できる。

その他
書籍『決定版ゴジラ入門』（小学館、1984年）では、「夢の対決」として「ゴジラ対海底軍艦」のショートストーリーを掲載している。

## 『惑星大戦争』
国連宇宙局が南方の国連委任統治領のバンナン島の地下にある秘密基地で異星人の地球攻撃に対抗する手段として建造していた地球最強の防衛兵器である宇宙戦艦。正式名称は「宇宙防衛艦・轟天（うちゅうぼうえいかん ごうてん、UNSF Gohten）」。
惑星をも破壊してしまうという宇宙最強の「エーテル破壊爆弾」を搭載しているものの、本艦の設計者であり艦長でもある宇宙工学博士の滝川正人がその秘密が漏れることを恐れたため、建造が中止されていた。後に地球侵略を企むメシエ13球状星団（恒星ヨミ第3惑星）に対抗するために、国連の要請によって滝川の指揮の下建造が再開され、メシエ13球状星団（恒星ヨミ第3惑星）が差し向けたヘル・ファイターの攻撃で世界中の都市が壊滅状態になる中でついに完成する。
複数のエンジンを併用しており、うち機体後上部の3基並列が宇宙航行用のラム・ジェット（ただし、これは劇中では「イオンエンジン」と呼称されている）、機体後下部のうち両端2基が大気圏ロケット、中央2基が核パルス・ロケットである。
戦闘機「スペースファイター」21機と、惑星探検車「ランドローバー」を搭載しており、ランドローバーは下部ハッチから、スペースファイターは側面のリボルバー式カタパルト射出口から発進する。このカタパルトは「リボルバービーム」と呼ばれる大口径のビーム連射砲も兼ねる。ダイヤモンド・ファイバー製の艦首メインドリルは有人操縦で本体から離脱・独立航行する機能もあり、その内部には前述のエーテル破壊爆弾を内蔵している。
垂直上昇ノズルを両舷に有し、低空飛行時や発進時に活用される。艦橋部に位置する司令室は二層式になっており、艦長席が上層にあり、砲術、レーダー、管制関連の装置が集中しており、下層部分は、操舵システムシステムとなっている。戦闘機やランドローバーは気密機能がある格納庫にて搭乗し、ハッチから出撃する。技師の管理のもと、宇宙装備を施した隊員たちが、宇宙空間にここから出入りしている。
完成直後に地球上のヘル・ファイターを集め、航空爆雷攻撃で全滅させた後、宇宙へ出撃し、金星上空でメシエ13球状星団（恒星ヨミ第3惑星）の宇宙戦艦大魔艦と決戦を迎える。一進一退の攻防の末、大魔艦の切り札である重力砲によって大破するものの、メインドリルに乗った滝川の特攻で大魔艦を葬ることに成功。最後は金星が爆発する前に離脱し、地球に帰還する。
造形
デザイン・造形は井上泰幸（アルファ企画）。デザインモチーフは潜水艦。リボルバー状の戦闘機発射口の発想の原点は、井上の父親が日露戦争出征で持ち帰った拳銃を子供のころに撃った思い出からと語っている。また、特技監督の中野昭慶は、「西部劇と海賊物」が作品全体のコンセプトであったと述べており、大魔艦との対決シーンは西部劇の決闘をイメージしている。助監督として発進シーンの撮影を担当した川北紘一は、このシーンは『スター・ウォーズ』と差別化しようという意図の現れであったと述懐している。
造形物は、リボルバー開閉ギミックを備えた3.5メートルのものと、撮影のメインに使われた木・FRPを素材とする1.2メートルのものの2種類が作られた。艦首のドリルはアルミ製。後者は戦闘シーンの撮影時に炎上しており、ドリルとブースターのみ現存していた状態から、特撮監督の原口智生が図面を元に復元している。分離したドリルは、1999年の時点で東宝特美倉庫に保管されていることが確認されていた。
書籍『ゴジラ画報』では、『宇宙戦艦ヤマト』からの影響を指摘している。

撮影
川北紘一が発進シーンの演出を担当し、フロンガスと電球によって噴射が描写され、セットの温度管理によってほどよい噴射がされる。
光線兵器や実弾が炸裂する光跡などは、青い光学合成によって表現されている。

## 『ゴジラ FINAL WARS』
轟天号と新・轟天号でデザインは異なるが、どちらも「轟天号」と呼ばれている。また、轟天号と新・轟天号が競演するシーンはない。

### 轟天号
地球防衛軍所属の初代万能戦艦。現在も防衛軍の資料の中にその存在が記載されている。
劇中冒頭で、30年前の南極にてゴジラと対決し、南極の氷中を掘り進んでゴジラの眼前から飛び出す奇襲作戦を敢行するが、放射熱線で大破させられて行動不能となる。だが、クルーとして乗り込んでいた若き日のダグラス・ゴードンが、戦闘中に起こった大地震によって生じた地割れに足をとられたゴジラの隙を突いて多数のミサイルを発射し、氷山を崩して大量のクレバスによって押し潰す形でゴジラを封じることに成功する。
制作
三村渉による当初の脚本ではゴジラが中盤まで登場せず、東宝上層部から登場が遅いと指摘され、桐山勲による改訂版で冒頭でのゴジラと初代轟天号の戦いが加えられた。

造形
カラーリングや外観は『海底軍艦』の轟天号に似せており、同作品時のミニチュアやスチール、図面などの資料を基に特殊美術造形助手の高橋勲がまとめ、3メートル級のものが新造された。
ミニチュアの製作はアップ・アートが担当。ボディはFRP製。艦橋と砲塔部は、イージス艦のイメージを取り入れている。回転盤は、ギザがないものと差し替えることで回転状態を表現している。甲板の木目部分にはレーザーで切り出した木材を使用し、実際の木目を活かしている。噴射口はスペースシャトルのバーニアを参考としている。主砲は真鍮製で、角度を手動で変えることや、旧作と同様に火薬を仕込んで発砲することが可能である。船首ドリルはモーターによって回転する。ドリルはABS樹脂の旋盤削り出しで、アップ・アートの阿部達也はバランスが取りやすく綺麗に回転させることができた一方、重さがあり重心が前に寄ってしまったと述べている。
艦橋セットは、美術班が担当。レバーやコンソール類は現代の原子力潜水艦をイメージしたものとしており、近未来的な新轟天号と差別化している。

### 新・轟天号
数十年前に南極でゴジラを封印し、大破した旧轟天号の後継艦として開発・建造された万能戦艦。艦長はダグラス・ゴードン大佐。ガンナーがヘルメットを通じてメーサー砲の制御などを行うが、手動の際にはヘルメットは不要となる。先代同様に空・海・地中での活動も可能となっており、最高潜水深度は6,700メートル。艦載機としてドッグファイターを搭載している。
ノルマンディ沖での対マンダ戦で船体の72パーセントを損傷し、修理ドック入りしていたためにX星人の攻撃を免れていた。その後、人類の存亡を賭けた最終作戦「オペレーション・ファイナルウォーズ」を決行して向かった南極のエリアGにて、ガイガンの攻撃に遭いながらもゴジラを復活させて疑似的に共同戦線を張り、各地にて怪獣たちと戦わせつつゴジラを東京へ誘導する。東京では風間の犠牲を払ってX星人の母船へ艦首鋼鉄ドリルで突入し、殲滅を図るが、統制官の企みに遭って妨害される。
覚醒した尾崎によって統制官が倒されると母船は自爆を始めるが、爆発する寸前で新・轟天号は退避に成功する。その後、カイザーギドラにエネルギーを吸収されて衰弱しかかったゴジラに対し、尾崎のカイザーエネルギーを利用したG粒子メーサー砲を照射してエネルギーを補給し、援護する。
カイザーギドラが倒された後には、人類に怒りの矛先を向けたゴジラの放射熱線で墜落して機能を停止するが、間に割って入ったミニラがゴジラの怒りを鎮めたことにより、それ以上の破壊は免れる。
劇中では「新」は付かずに呼称されている。
制作
脚本を担当した三村渉は、オールスター映画との印象から轟天号を復活させ、物語にゴージャス感を出したと述べている。

デザイン
コンセプトデザインは新川洋司が担当。製作監修は特撮美術助手の梶政幸が担当しており、図面やミニチュア製作のために細部の検討用デザインも描いている。新川は、自身の尊敬する小林誠がOVA『新海底軍艦』でリファインを手掛けていたため、自分なりの別アプローチを目指したことを語っている。
旧来の戦艦と潜水艦を組み合わせたようなデザインではなく、『惑星大戦争』の轟天をベースとしたよりSF的なデザインになっている。初期脚本では、『惑星大戦争』の轟天と同様に側面リボルバーから艦載機を発射する描写も存在した。中央にスリットがある黒い船体の側面から赤い光を発しており、光の当たる部分はシルバーにして赤を目立たせている。
初期デザインでは潜水艦のイメージで描いており、地中や海底を掘り進むことから、艦橋部分が露出していない。新川は、より攻撃的なデザインを求められたため、決定稿はテンションを上げて一気に描き上げたと述べている。
ドリルはブレードがついたデザインとなっていたが、回転時の見栄えや安定性の問題から造形に時間が費やされた。ミサイル発射口は手動で開閉され、CGでミサイルを合成している。
ブリッジのセットは宇宙船をイメージしたもので、アップ・アートによって製作された。エアシリンダーによって前後左右に激しく動くものとなっている。その後、塗り替えを経てランブリングやエクレール、火龍のブリッジに流用された。

造形
ミニチュアの製作はアップ・アートが担当。3メートルの通常のものとダメージバージョンの2隻が同一の型から抜かれて製作された。ダメージバージョンは撮影シーンによってその都度作られた破損箇所を交換している。ボディはFRP製。
阿部は、つかみづらい形であったため、形状を確定するまでに時間がかかりチェックを何度も受けたといい、彩色も現場での塗り直しを繰り返していたと証言している。
ドリルはX星人の円盤壁面を轟天号が突き破って突入するため、鉄製となっている。当初は機械での削り出しを行う予定であったが、調整が上手くいかず、手作業での造形となった。阿部は、バランスが取りづらいことから回転でブレが出やすく、さらに同じものを2つ作らなければならず、苦労した旨を語っている。
船体側面や後部噴射口が発光する、船首ドリルが回転するといったギミックがある。側面のシールドは手動で動かすことが可能となっており、角度を撮影するシーンによって変えている。待機中は頑丈なスタンドによって固定されている。
艦橋セットは、美術班が担当。前作『ゴジラ×モスラ×メカゴジラ 東京SOS』でのしらさぎと同様に鉄骨の上にセットを組んでおり、エアシリンダーによる激しい揺らしが可能となっている。幅7メートル、奥行き11メートル、高さ4メートルに、セット下の鉄骨が140センチメートルほどとなっている。
ミニチュアは2隻とも2023年時点で現存が確認されている。

撮影・演出
放射熱線によって不時着するシーンでは、機体両側に組んだセットの間を低空飛行している。

## 『超星艦隊セイザーX』
劇場版『劇場版 超星艦隊セイザーX 戦え!星の戦士たち』にて国防省の主力兵器迎撃戦艦・轟天（げいげきせんかん ごうてん）として登場。艦長は国防省の総司令官でもある神宮司翼。
地・海・空中での活動・攻撃が可能で、ニューボスキートが化けた偽幻星神と戦い、機能を停止。再起動後、マンモスボスキートを氷漬けにして、超星神チームの勝利に貢献する。
- ミニチュアは『ゴジラ FINAL WARS』の旧轟天号を改修し、艦橋をイージス艦型のものからアンティークなタイプに戻すことで初代轟天号により近いものになっている[出典 52]。その後、2020年からニジゲンノモリのゴジラミュージアムで展示されている[71]。
- 牽引車は『ゴジラvsデストロイア』の冷凍メーサー車の色を塗り直したもの[103]。
- 登場時の音楽は『海底軍艦』のサウンドトラックが用いられている[100][104]。
- 同テレビ作品登場のドリルアングラーも、艦首部に大型ドリルを備え、轟天号に類似している。書籍『平成ゴジラパーフェクション』では、具体的なモデルは明言していないが「どこかで見たキャラクター」の一つに挙げている[100]。

## 『GODZILLA』 (アニメ映画)
映画作品の前日譚にあたる小説『怪獣黙示録』『プロジェクト・メカゴジラ』にて「轟天型潜水艦」の名称で登場。
オペレーション・エターナルライトのため、異星人のビルサルドやエクシフからの技術提供を経て日本で全3隻が建造された。技術提供の結果、特殊合金が可能とした潜航深度、キャタピラードライヴによる人類の潜水艦を上回る水中速力と静粛性、最新鋭のパッシブソナーとハイドロフォンに加えてエクシフのゲマトロン演算が可能とした索敵能力を備える。主な武装は、無人水中戦闘機とも呼ぶべき機動性を備えた専用の魚雷。
轟天
轟天型潜水艦1番艦。2039年5月進水。艦長はジングウジ一佐。オペレーション・エターナルライトの前哨戦として同年7月にドーバー海峡にてマンダの駆除に成功し、2046年2月ごろを最後にインド洋で消息を絶っていたが、2048年6月ごろに世界各地で核爆発を起こさせていた「総攻撃派」の本拠地フォークランド諸島を陸戦隊と共に襲撃し、敵を道連れにして沈没した。
震天
轟天型潜水艦2番艦。戦術核魚雷が搭載される。2046年の遠州灘においてゴジラと交戦する。
驚天
轟天型潜水艦3番艦。2042年に北極海の調査に向かい、ゴジラの復活を目撃する。

## ゲーム
ファミリーコンピュータ用ゲームソフト『ゴジラ』（1988年12月9日発売）では、初代轟天号と轟天がゴジラの敵役（前者はザコキャラクター、後者は巨大キャラクター）として登場する。
スーパーファミコン用ゲームソフト『ゴジラ 怪獣大決戦』（1994年12月9日発売）では、難易度をエキスパートに設定したうえでNOMAL GAMEで一定条件を達成すると最後の対戦相手がスーパーメカゴジラに変更され、続けて隠しキャラクターとして初代轟天号が登場する。これらを倒してクリアするとVS GAMEにおいて両者の使用を解禁する隠しコマンドが表示される。2D対戦格闘ゲームゆえに二次元的な移動しかできないものの、艦の向きを水平方向（通常形態）と直角方向（戦闘形態）に変えられ、キャラクター性能も大きく変化することが特徴。通常形態は艦首ドリルを主体とした格闘戦が可能だが、戦闘形態は通常攻撃がミサイルに変更されて射撃戦が強化され、当たり判定が極端に小さくなる。さらに戦闘形態は必殺技として斜め上四方向に弾幕をばら撒く「拡散電子砲」、無敵状態になって周囲の敵を攻撃する「高圧電流」を使用できるなど反則的な性能を持つ。

## 『新海底軍艦』
「轟天」の名は登場せず、「ラ號（らごう、羅號）」と呼ばれている。アメリカ軍の海底軍艦であるリバティも登場する。デザインは小林誠による。

海底軍艦「ラ號」（初代）
劇中冒頭に登場。1932年に奉天北方に現れた謎の巨大円柱内で建造された大和型戦艦の4番艦。大戦末期に出撃し、リバティーに向けて特攻、刺し違えて沈没した。この円柱は地空人（地空レムリア人）が人類に対して贈ったもので、地上人類が平和のために使うか戦争のために使うかを見極めていた。リボルバー式艦載機発艦システムを搭載している。

海底軍艦「リバティ」
劇中冒頭に登場。地空人の技術提供を受けてアメリカ海軍が建造した海底軍艦。大戦末期に初代ラ號に特攻され撃沈した。3連装の主砲がすべて艦首側に集中装備されており、アメリカの戦艦よりもイギリスのネルソン級戦艦に似たシルエットである。

新海底軍艦「ラ號」（二代目）
本作品の主役艦。初代ラ號撃沈の50年後、地上への侵攻を始めた地空人と戦うため、初代ラ號の生き残りであり初代ラ號副長であった影山貢が中心となって再建造した新造艦。動力源は零式重力炉。磁気シールドを装備し、完全防御形態では艦橋や砲塔などの部分が艦内に収納される。
艦長は日向真鉄。

## 『新海底軍艦 巨鋼のドラゴンフォース』
角川書店から出版された飯島ゆうすけ氏によるコミカライズ作品。全3巻の漫画版は未完に終わったOVA作品『新海底軍艦』とはストーリーや設定が大きく異なり、『ラ號』はレムリア人の技術により建造された大和型戦艦の4番艦で、同様の戦艦を主要各国も建造していた設定となっている。レムリア人の動きに呼応して各国の艦は表舞台に登場し、第二次世界大戦で行われるはずだった戦いが再現されることになる。
ドレッドノートと同規模の艦が「ド級戦艦」と呼ばれるように、ラ號と同性能の艦は「ラ級戦艦」と呼ばれる。ラ級戦艦の条件として、「重力制御により超音速で空中を飛行可能であること」「自らの主砲に耐えうる装甲を持つこと」「艦首（ガスコーニュのみ艦尾）にドリルを持つこと」などが挙げられる。

旧日本海軍ラ級戦艦「ラ號」
旧日本海軍が第二次世界大戦において秘密裏に建造したラ級戦艦。大和型戦艦の4番艦として建造された。動力源は零式重力炉。他のラ級戦艦と違って武装面にもSF的要素が盛り込まれているのが特徴。
第二次世界大戦から50年後、1万2千年前に地底に沈んだレムリア国の復活に呼応して活動を始めた各国のラ級戦艦の動きを止めるために戦うこととなる。本来は51センチ砲を搭載する予定だったが戦局の都合で開発が間に合わず、信濃が空母に改装されたことで余った46センチ砲を流用した。艦首の構造上、真正面が主砲の死角になっている。

アメリカ海軍ラ級戦艦「モンタナ（BB-67）」
アメリカ海軍が第二次世界大戦において秘密裏に建造したラ級戦艦。モンタナ級戦艦の1番艦として建造された。設計に問題があったのか装甲（特に船底部分）が弱く、ラ號の主砲が直撃して撃沈される。

イギリス海軍ラ級戦艦「インビィンシブル」
イギリス海軍が第二次世界大戦において秘密裏に建造したラ級戦艦。G3級巡洋戦艦の1番艦として建造された。艦首ドリルの形状が他のラ級艦と違い、シールドマシンに近い形になっているがゆえに前面装甲はラ級戦艦で最も堅牢である。
ガスコーニュと協力してラ號と戦う。ラ號に加勢したアメリカとロシアの原子力潜水艦を沈めるも、最後は世界各国の名曲のテープをセットしてから発射したダミー魚雷でソナーを攪乱し身を隠すというラ號の奇策に翻弄され、ドリルで氷山ごと串刺しにされ撃沈される。

フランス海軍ラ級戦艦「ガスコーニュ」
フランス海軍が第二次世界大戦において秘密裏に建造したラ級戦艦。リシュリュー級戦艦の4番艦として建造された。艦尾にドリルを持つほか、砲塔数の少なさを補う工夫として、砲を二段重ねに装備することで連装数を増やすのと同時に砲弾の収束率を上げている。
インビィンシブルと協力してラ號と戦う。砲塔の形状とインビィンシブルの助力を最大限に活かしてラ號を追い詰めるも、原子熱線砲で装甲を切り裂かれ撤退。本編でラ號と対戦したラ級戦艦の中で唯一、撃沈を免れる。

旧ソビエト海軍ラ級戦艦「ソビエツキー・ソユーズ」
旧ソビエト海軍が第二次世界大戦において秘密裏に建造したラ級戦艦。ソビエツキー・ソユーズ級戦艦の1番艦として建造された。モンタナよりも堅牢な装甲と高い攻撃能力を備え、アメリカ海軍第七艦隊をほんの数十分で壊滅させた。ロケットエンジンを搭載しており、空中では超音速で飛行可能。
ラ號相手に善戦するも、フランス大統領が発射させた核ミサイルの直撃で戦闘不能に（損傷したのは武装と装甲の表面のみであり、内部はほとんど無傷であったが、艦内温度の上昇によって乗組員のほぼすべてが死に絶えた）。最後は自動操縦でかつての本国（ロシア）に帰還する途中、ラ號の尽力によってその身に浴びた放射能もろとも深海に消える。

ドイツ海軍ラ級戦艦「フリードリヒ・デア・グロッセ」
ドイツ海軍が第二次世界大戦において秘密裏に建造したラ級戦艦。H級戦艦の1番艦として建造された。その主砲は1発でモンタナの一斉射撃に相当する。
資材さえあれば自分で自分を改良できるという自己進化プログラムが搭載されており、建造された50年前の3倍にまで「成長」している（ただし、進化と言っても単純に艦の質量のみが増加するだけであり、加えてレムリア人は技術力があっても工業力は皆無に等しいため、主砲などは50年前のものをそのまま使っている）。ラ號側は入手した50年前のデータからフリードリヒ・デア・グロッセの全長を370メートル程度と推測していたが、実際には約800メートルもある超大型艦であった。そのため機動性は他のラ級戦艦に劣る。
ラ號が最後に戦った艦であり、序盤は火力と装甲に物を言わせてラ號を圧倒するも、すぐに弱点を見破られ、原子熱線砲と冷線砲の併用で装甲の一部を損傷。最後はその部分から内部に突入したラ號の十字砲火で吹き飛ばされ、真っ二つにへし折られる。

イタリア海軍ラ級戦艦
イタリア海軍が第二次世界大戦において秘密裏に建造したラ級戦艦。本編には登場せず、単行本3巻の口絵にのみ描かれた。名称は不明。ラ級艦にもかかわらずイタリア艦らしく弱い（口絵注釈より）。